# Rosa ×odorata nothovar. gigantea
Variété
Classification phylogénétique
Le rosier géant (Rosa ×odorata nothovar. gigantea) est une nothovariété de rosier, classée dans la section  des Chinenses, originaire du nord-est de l'Inde, du nord de la Birmanie et du sud-est de la Chine (Yunnan) dans les contreforts de l'Himalaya entre 1 000 et 1 500 mètres d'altitude.

## Synonymes
- Rosa gigantea Collett ex Crép.
- Rosa duclouxii H.Lév.
- Rosa macrocarpa G.Watt ex Crép.
- Rosa xanthocarpa G.Watt ex E.Willm.

Ces deux dernières formes ont été découvertes à Manipur (Inde), et décrites  en 1888 sous les noms de Rosa macrocarpa et Rosa xanthocarpa par Sir George Watt qui faisait autorité sur les rosiers indiens. Elles sont maintenant considérées comme appartenant à la même variété. Les caractères distinctifs de Rosa macrocarpa (fleurs d'un jaune plus profond, grandes feuilles composées de 4 à 7 folioles et grand fruits jaunes) ne sont pas constants.

## Description
Comme l'indique son nom, c'est la plus grande variété de rosier qui peut grimper jusqu'à 20 mètres, voire plus, dans le houppier des arbres grâce à ses robustes aiguillons recourbés, avec une tige pouvant atteindre 50 cm de diamètre. 
Les feuilles semi-pérennes, de 15 à 25 cm de long, sont pennées et composées de sept folioles de 4 à 8 cm de long. 
Les fleurs blanches, jaunes ou crème, sont les plus grandes dans le genre Rosa, avec un diamètre de 10 à 14 cm.
Les fruits, jaunes ou orange à maturité, ont 2,5 à 3,5 cm de diamètre à maturité. Ils sont durs et résistent souvent tout l'hiver, et sont souvent présents sur la plante le printemps suivant en même temps que les fleurs de la nouvelle saison.
Le cultivar 'Erubescens' à fleurs roses plus petites serait le type de l'espèce.

## Hybrides
Hybrides de Rosa gigantea et des rosiers thé ou hybrides de thé : 
- ‘Belle Portugaise’ (Cayeux, 1903)
- 'Emmanuella de Mouchy' (Nabonnand, 1922)
- ‘Sénateur Lafollette’